# 내일 그대와
《내일 그대와》는 2017년 2월 3일부터 2017년 3월 25일까지 방영된 tvN 금토 드라마이다.

## 줄거리
외모, 재력, 인간미까지 갖춘 완벽 스펙의 시간 여행자 '유소준'과 그의 삶에 유일한 예측불허 '송마린'의 피할 수 없는 시간여행 로맨스 드라마이다.

## 등장 인물

### 주요 인물
- 신민아: 송마린 역(아역: 김하나)
- 이제훈: 유소준 역

### 송마린의 주변 인물
- 김예원: 이건숙 역
- 이정은: 차부심 역
- 이봉련: 오소리 역

### 유소준의 주변 인물
- 조한철: 두식 역
- 강기둥: 강기둥 역
- 박주희: 신세영 역
- 오광록: 신성규 역

### 그 외
- 백현진: 김용진 역
- 채동현: 황비서 역
- 김승훈: 왕종철 상무 역
- 심완준: 강소장 역
- 김지수: 천민준 역
- 강연정
- 하윤경
- 김아영
- 오승희
- 남연승
- 최현정
- 임강헌
- 김은해
- 이서환: 운전기사 역
- 여운복
- 박지연
- 한예주
- 손희순
- 박이숙
- 조완기
- 홍솔
- 김광섭: 남영 역
- 주연아
- 박승태
- 홍우진
- 강문경
- 김용진
- 이병철
- 이승희
- 유인주
- 최남욱
- 민정섭
- 박은영
- 강찬양
- 최교식
- 정승길
- 김중돈
- 김재철
- 김경일
- 김현아
- 차상미
- 황윤걸
- 염정구
- 이예린
- 장준호
- 이채경
- 박진영
- 오기환
- 장혜민

### 특별출연
- 김원해: 유소준의 아버지 역
- 이아린: 신비 역
- 임요환: 본인 역

## 참고 사항
- 이 화면은 레터박스로 구성되었다.

## 촬영지
- 경기영어마을 파주캠프 - 체인지업캠퍼스
- 뮤지엄 산
- 명동 보버라운지
- 더케이프
- 놀숲 대학로점
- 카페꼼마 2페이지

## 시청률
최저 시청률과 최고 시청률은 시청률 조사회사와 지역별로 시청률에 차이가 있을 수 있습니다.
| 2017년 | 2017년   | 2017년     | 2017년      |
| 회차   | 방송일   | AGB 시청률 | TNmS 시청률 |
| ------ | -------- | ---------- | ----------- |
| 제1회  | 2월 3일  | 3.857%     | 3.9%        |
| 제2회  | 2월 4일  | 3.085%     | 3.1%        |
| 제3회  | 2월 10일 | 2.701%     | 3.2%        |
| 제4회  | 2월 11일 | 2.148%     | 3.0%        |
| 제5회  | 2월 17일 | 2.034%     | 2.4%        |
| 제6회  | 2월 18일 | 1.568%     | 1.9%        |
| 제7회  | 2월 24일 | 1.635%     | 1.8%        |
| 제8회  | 2월 25일 | 1.122%     | 1.5%        |
| 제9회  | 3월 3일  | 1.158%     | 1.6%        |
| 제10회 | 3월 4일  | 1.518%     | 1.8%        |
| 제11회 | 3월 10일 | 0.868%     | 1.3%        |
| 제12회 | 3월 11일 | 1.081%     | 1.5%        |
| 제13회 | 3월 17일 | 1.022%     | 1.3%        |
| 제14회 | 3월 18일 | 1.094%     | 1.5%        |
| 제15회 | 3월 24일 | 0.943%     | 1.5%        |
| 제16회 | 3월 25일 | 1.822%     | 2.4%        |